# Pasaje Talavera
Es un pasaje artificial que recorre un tramo del Delta del Paraná conecta los ríos Paraná de las Palmas y el río Paraná Guazú. Es muy conocido por sus asociaciones de pesca a su vera y su pesca de Bogas (Leporinus obtusidens), cruza los partidos bonaerenses de Zárate y Campana.
En un principio fue según el relato de muchas personas anteriormente fue una zanja que con el transcurrir de los años se fue ampliando; en el gobierno de José Félix Uriburu en 1933 se terminó de ampliar y desde ahí empezó a ser una arteria vial muy importante para pasar los dos Ríos que lo corta.
Su diámetro de ancho es de unos 700 metros, y su largo de unos 10,5 km.
- Datos: Q20016084